# Hungarian International 1989
Die Hungarian International 1989 fand vom 3. bis zum 5. November 1989 in Budapest statt. Es war die 14. Auflage dieser internationalen Meisterschaften im Badminton von Ungarn.

## Sieger und Platzierte
| Disziplin    | Gold                         | Silber                           | Bronze                           |
| ------------ | ---------------------------- | -------------------------------- | -------------------------------- |
| Herreneinzel | Andrei Antropow              | Phyon Hwang-min                  | Heinz Fischer                    |
| Herreneinzel | Andrei Antropow              | Phyon Hwang-min                  | Klaus Fischer                    |
| Dameneinzel  | Chun Sung-suk                | Lee Jung-mi                      | Monika Cassens                   |
| Dameneinzel  | Chun Sung-suk                | Lee Jung-mi                      | Diana Koleva                     |
| Herrendoppel | Sung Han-kuk Shon Jin-hwan   | Andrei Antropow Sergei Sewrjukow | Kang Hwang-ho Phyon Hwang-min    |
| Herrendoppel | Sung Han-kuk Shon Jin-hwan   | Andrei Antropow Sergei Sewrjukow | Klaus Fischer Heinz Fischer      |
| Damendoppel  | Chun Sung-suk Lee Jung-mi    | Chung So-young Chung Myung-hee   | Monika Cassens Petra Michalowsky |
| Damendoppel  | Chun Sung-suk Lee Jung-mi    | Chung So-young Chung Myung-hee   | Andrea Gönczi Gizella Fábián     |
| Mixed        | Sung Han-kuk Chung Myung-hee | Shon Jin-hwan Chung So-young     | Thomas Mundt Petra Michalowsky   |
| Mixed        | Sung Han-kuk Chung Myung-hee | Shon Jin-hwan Chung So-young     | Sándor Klein Ildikó Vígh         |

## Finalergebnisse
| Disziplin    | Sieger                       | Finalist                         | Ergebnis           |
| ------------ | ---------------------------- | -------------------------------- | ------------------ |
| Herreneinzel | Andrei Antropow              | Phyon Hwang-min                  | 15–10, 15–8        |
| Dameneinzel  | Chun Sung-suk                | Lee Jung-mi                      | 11–4, 11–6         |
| Herrendoppel | Sung Han-kuk Shon Jin-hwan   | Andrei Antropow Sergei Sewrjukow | 15–11, 15–11       |
| Damendoppel  | Chun Sung-suk Lee Jung-mi    | Chung So-young Chung Myung-hee   | 15–11, 10–15, 15–9 |
| Mixed        | Sung Han-kuk Chung Myung-hee | Shon Jin-hwan Chung So-young     | 9–15, 15–10, 15–4  |